# Garnisonkirche am Goetheplatz

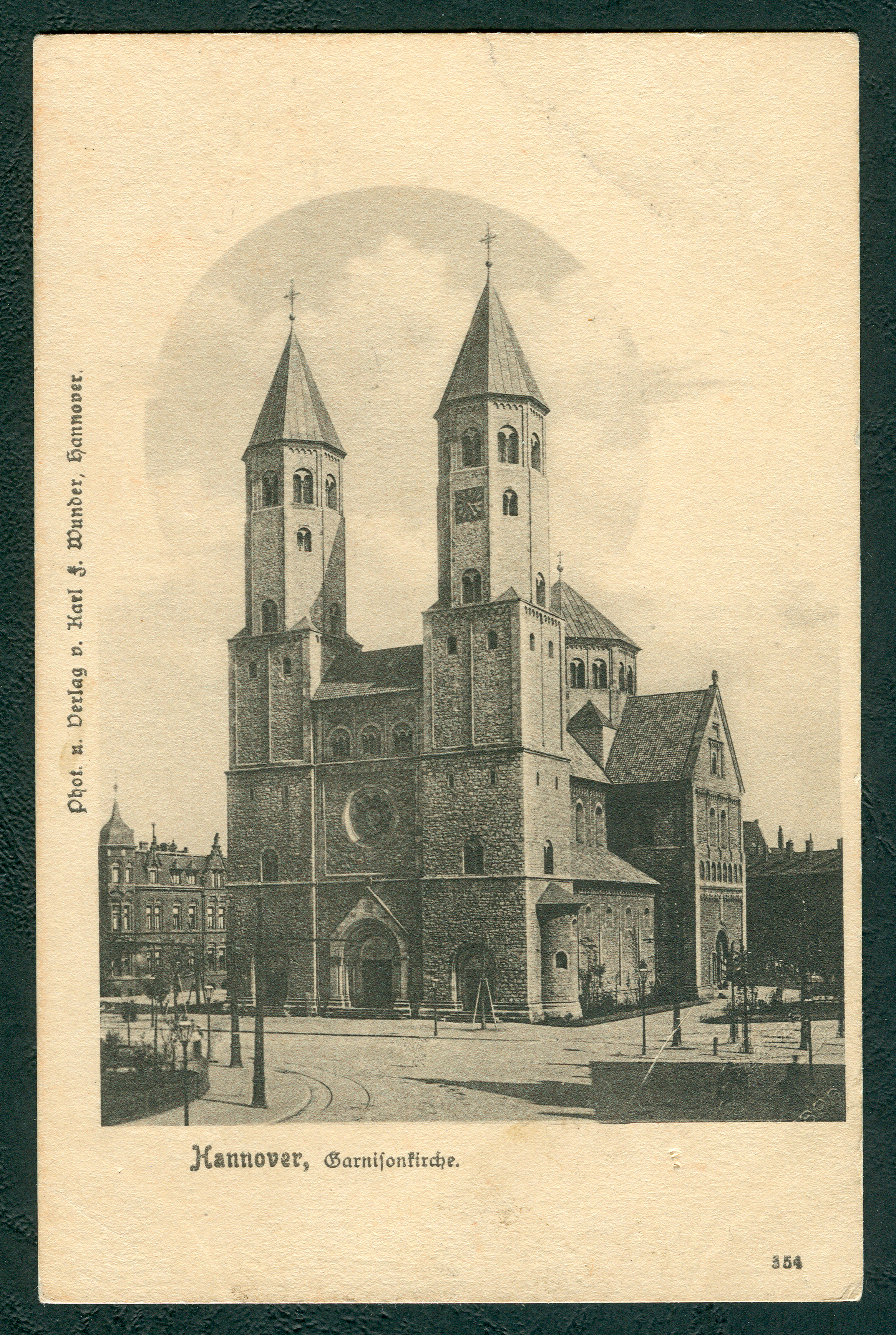
1896: Die Garnisonkirche auf einer Ansichtskarte von Karl F. Wunder

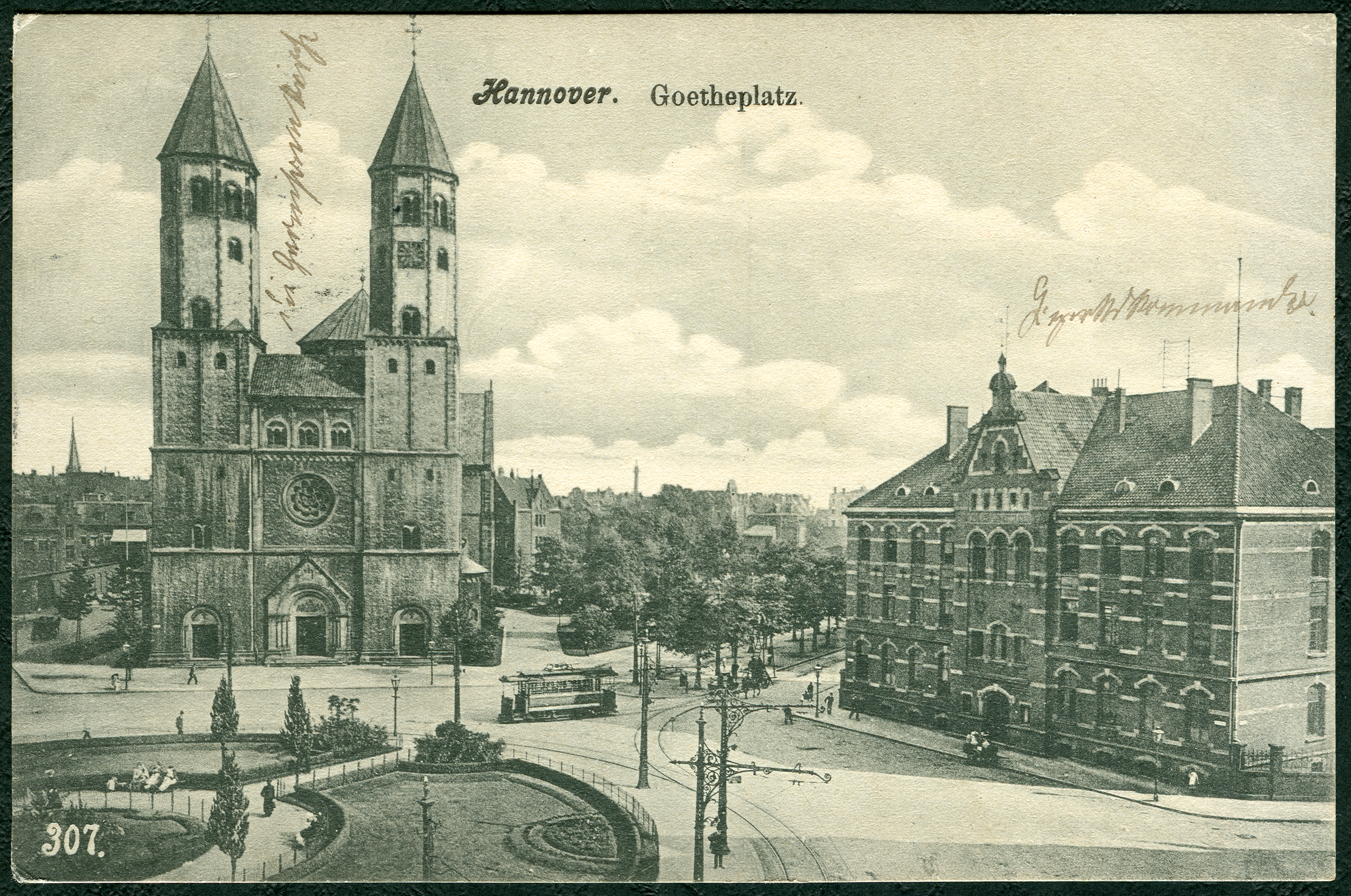
Um 1900 war der Goetheplatz vor der Kirche beinahe parkähnlich ausgestaltet.

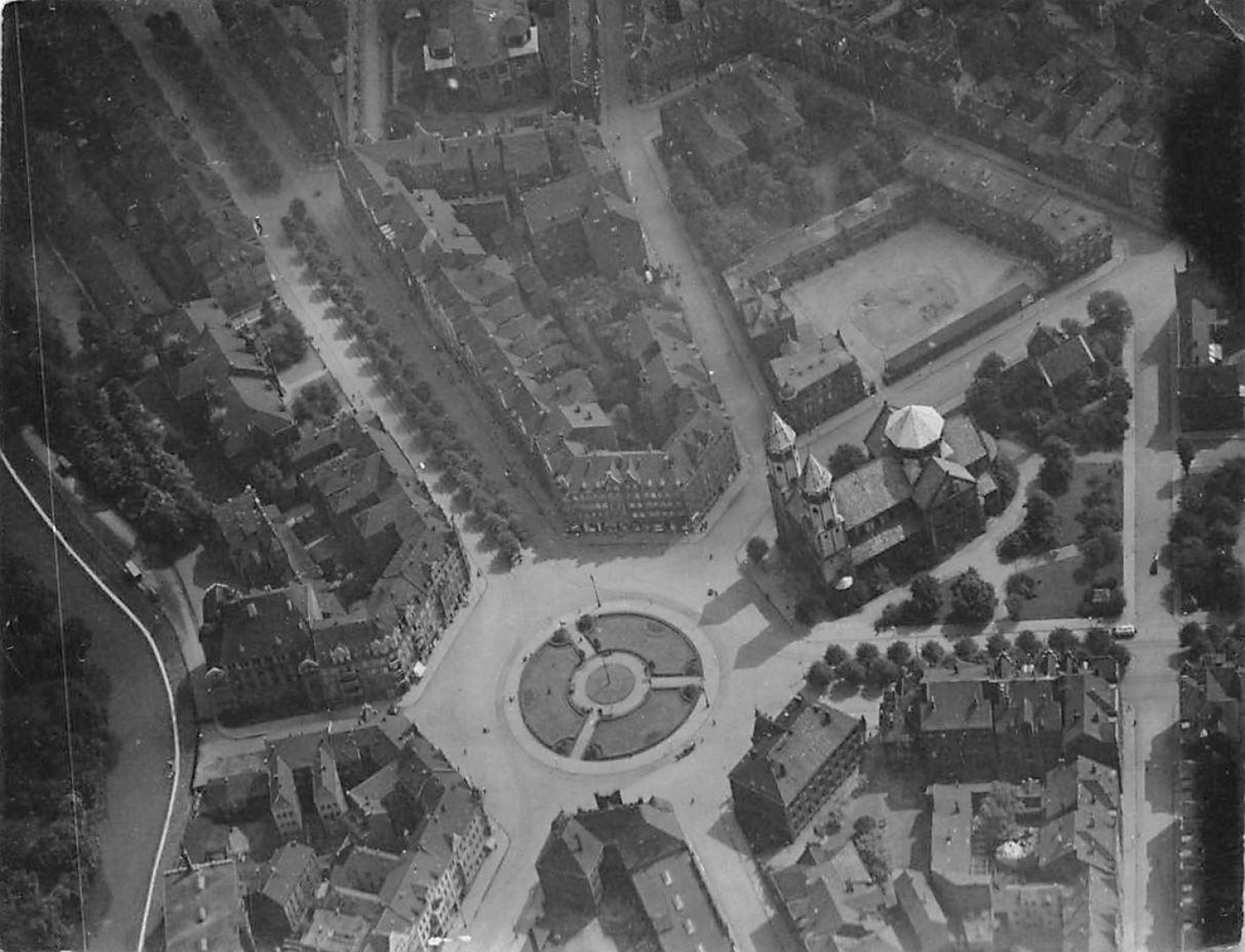
Goetheplatz mit Garnisonkirche, Luftbild um 1913

Die Garnisonkirche in Hannover wurde 1892–1896 nach Plänen des Architekten Christoph Hehl am Goetheplatz in der Calenberger Neustadt als dreischiffige Basilika im neoromanischen Stil mit Querhaus und einem zweitürmigen Westwerk errichtet. Die Standortkirche für die in Hannover stationierten Soldaten wurde 1959/60 abgebrochen.

## Geschichte
Eine erste evangelisch-lutherische Garnisonkirchengemeinde in Hannover wurde 1656 eingerichtet, deren Gottesdienste in der seit der Reformation ungenutzten Kapelle des Heilig-Geist-Hospitals an der Ecke Knochenhauerstraße und Schmiedestraße stattfanden. Nach der Schlacht bei Langensalza und der Auflösung der hannoverschen Armee infolge der Annexion des Königreichs Hannover wurde die Kirche 1867 aufgehoben, das im Eigentum der Stadt stehende Kirchengebäude 1869 verkauft und 1875 abgebrochen.
Die in Hannover stationierten Angehörigen der nun preußischen Armee, die mehrheitlich Evangelisch-uniert waren, gründeten 1867 eine eigene Gemeinde, deren Gottesdienste zunächst in der Schlosskirche stattfanden. 1890 zählte die Gemeinde schon rund 7.000 Mitglieder, unter denen sich auch zahlreiche preußische Zivilbeamte befanden.
Aufsehen während des Baus erregte am 23. Juli 1893 der Einsturz einer der Türme wegen mangelhafter Fundamentierung. Mit Schadenfreude spotteten die Anhänger der Welfenpartei in ihrer Antipathie gegen alles Preußische, ein Schuljunge habe im Vorbeigehen die Melodie von Üb’ immer Treu’ und Redlichkeit! gepfiffen – das habe der Turm nicht verkraftet.
In der Weimarer Republik wurde die Gemeinde lutherisch, unterstand aber nicht unmittelbar der evangelischen Landeskirche. Zu jener Zeit war eine der zentralen Funktionen der Kirche das Gedenken an die Toten, insbesondere des Ersten Weltkrieges.
Durch die Luftangriffe auf Hannover im Zweiten Weltkrieg wurde die Kirche zwar beschädigt, jedoch nicht zerstört. Wehrmachtsgottesdienste fanden seit 1944 gemeinsam mit der Zivilgemeinde in der Dreifaltigkeitskirche und in der Bothfelder Kirche statt.

## Zerstörung nach 1945
1945 wurde die bis dahin dem Reichsmilitärfiskus gehörende Kirche durch die britische Militärregierung beschlagnahmt und später der Bundesvermögensverwaltung unterstellt.
Durch Vandalismus wurde die ungeschützte Innenausstattung (Kanzel und Altar) weitgehend vernichtet. Weitere Schäden traten durch die Hochwasserkatastrophe vom 9./10. Februar 1946 ein. Eine Wiederherstellung des Baus wäre allerdings möglich gewesen. Pläne für eine Nutzung für die Innenstadtgemeinden, insbesondere für die Bewohner der Calenberger Neustadt wurden zugunsten eines Wiederaufbaus der stärker zerstörten Neustädter Kirche verworfen. Für einen Wiederaufbau beider Kirchen hatten sich unter anderem der Kirchenvorstand der Neustädter Kirche und Stadtsuperintendent Wolckenhaar ausgesprochen. Die Stadt Hannover und ihr Stadtbaurat Rudolf Hillebrecht setzten sich für den Abriss der Garnisonkirche ein.
Zunehmender Bedeutungsverlust, Uneinigkeit über die zukünftige Verwendung, fortschreitender Verfall und fehlende Finanzmittel für eine Sanierung führten in den 1950er Jahren zum Verkauf des Grundstücks an das dahinter angrenzende Friederikenstift. Die Kirche wurde nach ihrer Entwidmung 1959/60 unter zahlreichen Demonstrationen und starken Protesten abgebrochen.

## Spolienverwendungen

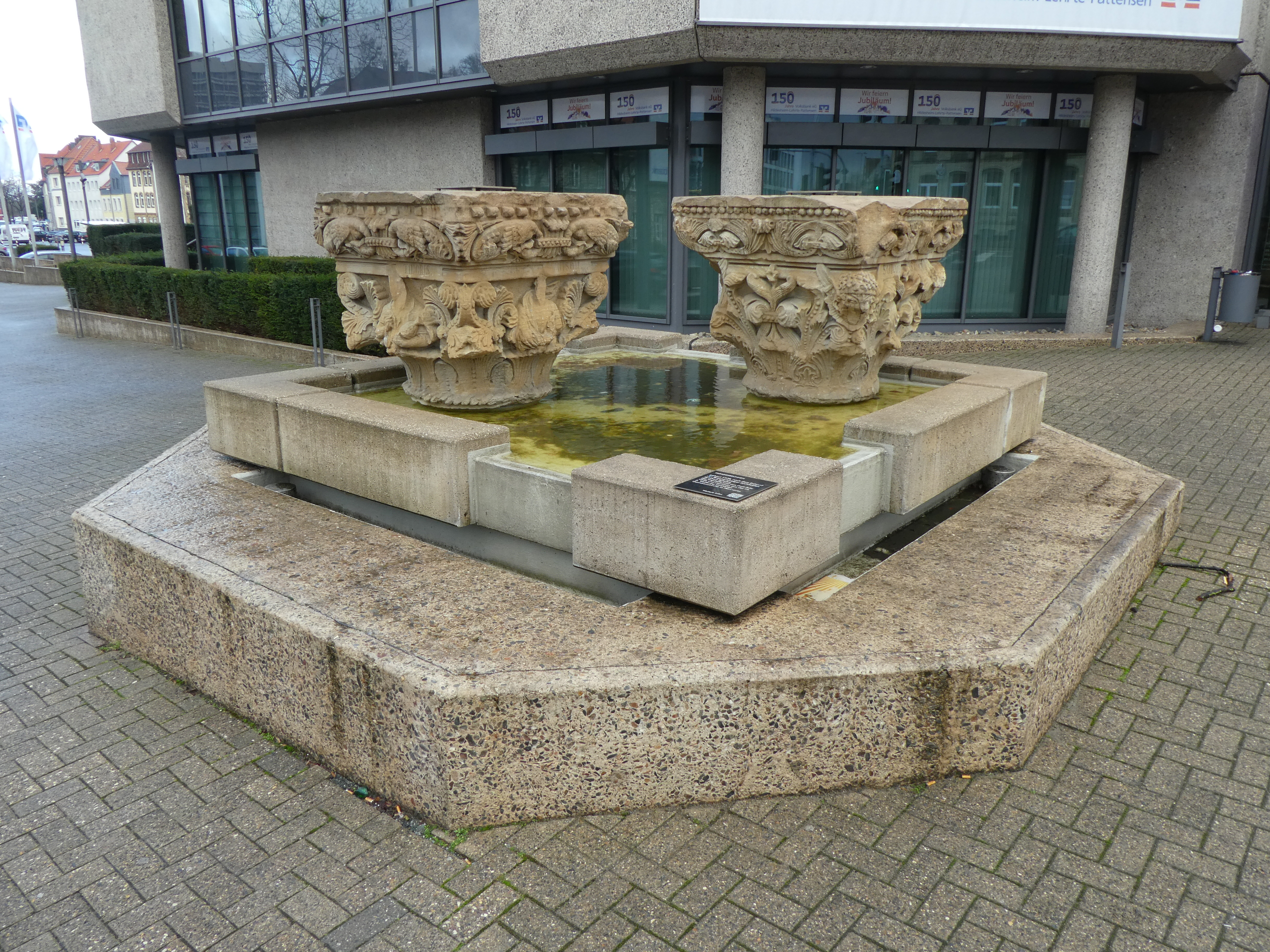
Paradiesbrunnen von 1978 in Hildesheim, mit zwei wiederverwendeten Kapitellen der Garnisonkirche Hannover

Geborgene Zierteile der Garnisonkirche kamen auf einen Trümmersammelplatz in Hannover, von wo sie an Interessierte abgegeben wurden. Einzelne Überbleibsel wie Säulenreste und eine Löwenstatue stehen vor einem Hochhaus an der Lindemannallee 19.
Zwei monumentale Kapitelle des Innenraums gelangten nach Hildesheim und wurden 1978 nach Entwurf des Braunschweiger Architekten Reinhart Schulze in den sogenannten Paradiesbrunnen eingebaut, der sich vor dem Volksbank-Gebäude (Kennedydamm 10) befindet.

## Ausstellungen
- Vom 3. Dezember 2012 bis zum 1. März 2013 wurde zur Geschichte der Garnisonkirche Hannover eine Ausstellung des Landeskirchlichen Archivs Hannover im Landeskirchenamt Hannover gezeigt. Unter dem Titel „Ungeliebt und gern zerstört?!“ wurden „Fotos, Archivalien, Originalgegenstände und ein 3D-Modell der Garnisonkirche“ und Reste der Kirche von „ungewöhnlichen Orten“ zusammengetragen.[8]